# Yakov Trenin
Yakov Trenin (Chelyabinsk, Rusia, 13 de enero de 1997), apodado The Yak o Yak Attack, es un jugador profesional ruso de hockey sobre hielo que se desempeña en la posición de centro en Nashville Predators, equipo de la National Hockey League (NHL).

## Carrera
Fue seleccionado en la segunda ronda en la NHL Entry Draft de 2015. En 2019 hizo su debut profesional con el equipo Nashville Predators, donde lleva jugando cinco temporadas.